# Чувашское национальное движение
Чувашское национальное движение (ЧНД, чув. Чăваш наци юхăмĕ, ЧНЮ) — движение чувашского народа за национальную эмансипацию и равноправное положение. 
Стихийные моменты ЧНД возникали в XVI веке в ходе различных социальных выступлений. Население уклонялось от налогов и повинностей, выражало свое несогласие в ходе вооружённых акций локального значения, подавало челобитные властям, уходило в глухие регионы, широко выступало против правительства, сильно сопротивлялось массовой христианизации (Восстание под предводительством Степана Разина, крестьянское восстание под предводительством Е. И. Пугачёва, комиссия подполковника А. И. Свечина, восстание чувашских и марийских крестьян в 1842). В совокупности это явилось свидетельством протестного потенциала этноса.

## Исторические периоды

### Национальная мобилизация чувашского народа
Реформы Александра II и происшедшие вслед за этим социально-экономические, политические и духовные преобразования открыли новую эпоху в истории народов Поволжья. Существенным фактором национальной мобилизации чувашского этноса стала либерализация общественно-политической жизни, связанная с расширением гражданских прав и правового поля, а также образовательного пространства. Огромный вклад в развитие школьного дела, культуры среди чувашского населения внесли Н. И. Ильминский, Н. И. Золотницкий, И. Я. Яковлев, И. Н. Ульянов, Симбирская чувашская школа. Социально-экономические сдвиги и изменения 2-й половины XIX века отразились и в общественном сознании, подготовили идейную основу для возникновения организованного чувашского национального движения. Ясно выдвигались лозунги, политические интересы и требования.
На стыке XIX—XX веков произошла консолидация чувашей в этнонацию: сформировался чувашский язык, выросший до уровня единого литературного языка, зародилась профессиональная культура, встала на ноги национальная интеллигенция. Языковая и культурная общность чувашской нации подкреплялась компактным проживанием основной массы народа на общей территории. В конце XIX века сложилась и установилась структура этнической территории чувашей (7 расположенных по соседству уездов Казанской и Симбирской губерний), где проживало 78 % чувашей.
На базе этноконсолидационных процессов и роста самосознания у чувашей в начале XX века явственно обозначились зачатки организованного чувашского национального движения. В 1-м десятилетии XX века национальное движение чувашей перешло от 1-й фазы, характеризовавшейся появлением национальных просветителей, патриотически настроенных деятелей образования и культуры, которые занимались изучением языка, истории и культуры народа, ко 2-й фазе — национально-патриотической агитации с целью распространения самосознания на все слои этноса. 3-я фаза ЧНД завершилась оформлением массового движения с открытыми политическими лозунгами и сетью национальных организаций, образованных в целях этнической эмансипации, что произошло в 1917 году.

### Зарождение общественно-политических настроений

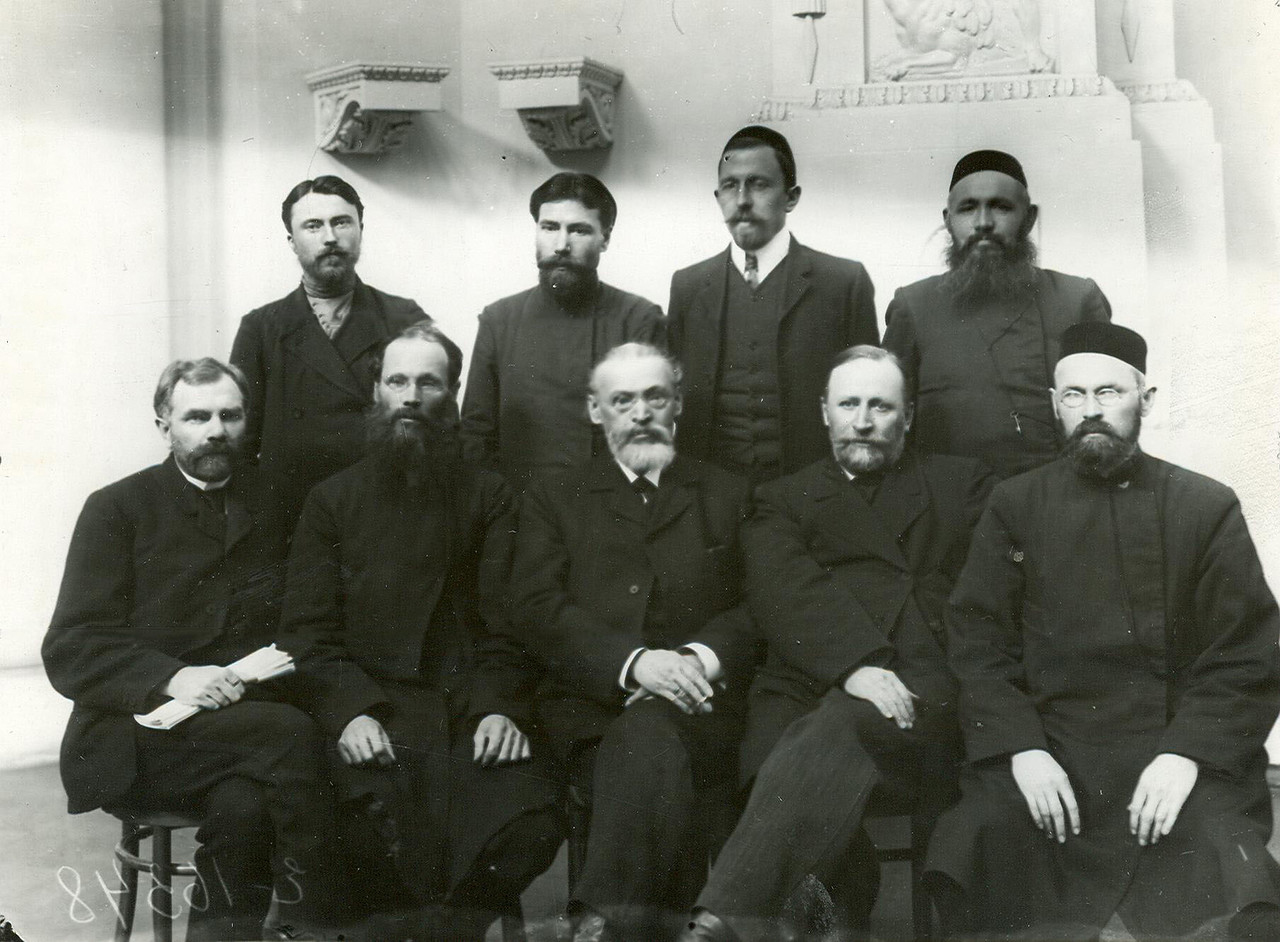
Депутаты Государственной Думы II созыва от Казанской губернии. Стоят: Г. И. Петрухин, А. Ф. Фёдоров, С. Н. Максудов, Г. М. Мусин; сидят: З. М. Таланцев, М. В. Батуров, М. Я. Капустин, Д. А. Кушников С. Т. Максютов.

У народов Поволжья национальное движение было ускорено Первой русской революцией 1905-07, в которой взаимопереплелись социально-политические, экономические и национальные противоречия и конфликты. Идеи национального подъёма прежде всего несла молодая чувашская интеллигенция, представленная учителями, священниками и юристами. Многие из них являлись воспитанниками Симбирской чувашской учительской школы, но уже не могли удовлетвориться целями и задачами, поставленными И. Я. Яковлевым. Подавляющее большинство представителей чувашской интеллигенции разделяло идеи партии эсеров, имевшей из всех революционных движений в Поволжье наиболее сильное влияние на чувашское население. В её среде формировались идеология и лидеры ЧНД.
Чувашские эсеры выдвигали требование национально-культурной автономии. Издавшаяся с января 1906 года газета «Хыпар» способствовала сплочению авангардных сил нации, осмыслению путей социального и культурного возрождения народа. «Хыпар» стояла у истоков национальной публицистики, что свидетельствовало о существенном сдвиге в чувашской общественной мысли: от просветительских до социально-политических, государственно-правовых воззрений. Газета сыграла свою роль в выборах в Государственную думу. Парламентарии из Чувашии (Я. А. Абрамов, Н. П. Ефремов, Д. А. Кушников, К. В. Лаврский, И. И. Соколов, З. М. Таланцев, А. Ф. Фёдоров) вне зависимости от партийной принадлежности выступали в своей депутатской деятельности за развитие образования, в защиту национального равноправия.
В годы революции 1905-07 развернулось движение чувашских крестьян. Выдвигались вместе с аграрным вопросом и общественно-политические и национальные требования — гражданское равноправие и свободы, равноправие языков, обучение в школе на родном языке, выборность судей местным населением, использование чувашского языка в судопроизводстве, формирование местного управления с учётом национального состава населения и т. д. В 1905-07 вышли на арену чувашской общественной жизни новые силы в лице молодёжи и политических радикалов, дополнившие концепт национального объединения на основе всестороннего просвещения и культуры акцентами на росте политического самосознания, классовой борьбы за социальное освобождение чувашского народа. Качественные изменения произошли и в чувашской общественно-политической мысли, которая на базе просветительства и либеральных идей имела общую тенденцию к формированию национальной идеологии, не шла дальше требования культурно-национальной автономии. Идея же о территориальной автономии высказывалась лишь некоторыми деятелями чувашской культуры (И. Н. Юркин, Г. А. Кореньков).

### Послефевральский период
Развернувшееся после Февральской революции 1917 ЧНД первоначально шло в рамках полиэтнических территориальных органов народов Волжско-Камского региона, выработавших общую для себя форму организации — Общество (затем Союз) мелких народностей Поволжья и съезды мелких народностей Поволжья. Первые национальные объединения чуваш стали возникать весной 1917 года. 27 марта было создано Уфимское чувашское национальное общество под председательством Г. И. Комиссарова, к лету сформировалась сеть чувашских национальных организаций, включавшая не только губернские, но и уездные, и сельские.
Национальный подъём по-своему преломился в церковную жизнь. Ряд священнослужителей стали активными деятелями ЧНД (П. П. Шленкин, Д. Ф. Филимонов, Т. А. Земляницкий, Г. Т. Тихонов, А. С. Иванов, К. П. Прокопьев и др.). В качестве основных требований ими выдвигались: назначение в чувашские приходы чувашских священнослужителей, внедрение в церковное богослужение родного языка, учреждение должности чувашского архиерея.
Возродившаяся 1 мая 1917 газета «Хыпар» стала рупором общественно-политических и национал. устремлений этноса, призывала к единению всех чувашей.
Отличительная черта послефевральского периода — радикальная демократизация существующих и возникновение новых политических институтов, они неизбежно наполнялись этническим содержанием. Впервые в истории председателями Цивилской, Чебоксарской и Ядринской земских управ были избраны чуваши. Появились альтернативные формы массового участия чувашского населения в общественно-политической жизни — советы депутатов, крестьянские съезды и союзы, солдатские организации и т. д. Наиболее ярко национальная специфика проявилась в деятельности уездных крестьянских съездов, на которых ставились и обсуждались вопросы о национальном самоопределении народов и административно-территориальном устройстве России. Национально ориентированными являлись объединения военнослужащих-чувашей (Чувашские военные комитеты и землячества), в их среде зарождалась новая генерация политических лидеров (А. Д. Краснов, Д. П. Петров, Г. Т. Титов и др.). Многообразие форм ЧНД после Февраля 1917 отражали и другие общественные объединения, к примеру, такие, как учительские союзы, Союз чувашской учащейся молодёжи и т. д. Они не ставили перед собой программных национально-политических целей, но формировали социальное пространство для развития общественной и гражданской инициативы чувашского общества.
Февраль 1917 года резко стимулировал многопартийность, выдвинув на первый план либеральные и социалистические партии, которые в своих программах неизбежно должны были чётко артикулировать видение и способы решения национальных проблем. Политические партии, за исключением черносотенцев, действовавшие в Чувашском крае, выдвигали требование автономии в рамках Российского государства, преобразованного в демократическое или федеративное. Лидеры эсеров в качестве программных целей партии летом 1917 года выдвигали лозунги демократической республики с перспективой преобразования в федеративное государство при наступлении соответствующих социально-политических условий, национально-культурной автономии для чувашей, пропорционально-национального представительства в выборных органах власти.
Стратегия национального подъёма и идеологическая платформа ЧНД приняты на общечувашском национальном форуме в июне 1917 года в Симбирске, избравшем центральную чувашскую организацию — Чувашское национальное общество (ЧНО).

### Послеоктябрьский период
Свержение Временного правительства и переход власти в руки коалиции из большевиков и левых эсеров в октябре 1917 года создали новую конфигурацию политических сил в стране. Советское правительство провозгласило в своих декретах де-юре право народов России на свободное самоопределение вплоть до образования самостоятельного государства. Во многом под влиянием этого обстоятельства в конце 1917 года национальными лидерами татар и башкир был выдвинут план областной автономии Среднего Поволжья и Приуралья (Волжско-Уральский штат, Урало-Волжский штат, Средневолжский и Южно-Уральский штат, Волжско-Камский штат, Волжско-Уральская Советская республика или Татаро-Башкирская Советская республика). В дискуссиях об её создании основными требованиями чувашских представителей были обеспечение равноправия и суверенности всех входящих в неё народов и предоставление национально-культурной автономии; создаваемый штат рассматривался как неотделимая часть России, а по внутреннему административному устройству — как «регионная (областная) федеративная республика национальностей». Окончательная позиция в спорах о Татаро-Башкирской Советской республике выражена на Общечувашском рабоче-крестьянском съезде (июнь 1918), который выступил против включения в неё чувашского населения.
В конце февраля — марте 1918 года произошёл раскол в ЧНД, победил блок левых сил, куда входили левые социалисты-революционеры, партия чувашских социалистов-националистов и беспартийные военнослужащие, учителя и учащиеся, признавшие платформу советской власти. Участники левого блока захватили у правых эсеров имущество редакции газеты «Хыпар» и приступили к изданию нового печатного органа «Канаш». 5 марта образовался Чувашский левый социалистический комитет, по его инициативе был открыт Комиссариат по чувашским делам при Казанском губернском совете. Окончательное размежевание среди лидеров ЧНД произошло летом 1918 года, когда большая группа национальных деятелей, активные члены ЧНО, делегаты-чуваши Учредительного собрания (Г. Ф. Алюнов, С. Н. Николаев, Д. П. Петров, Г. Т. Титов, И. В. Васильев) перешли в антисоветский лагерь. Однако движение продолжило организационное оформление уже в виде советско-партийных организаций. В 1918-19 годах в Казанской, Симбирской, Самарской и Саратовской губерниях возникли чувашские подотделы в губернских отделах исполкомов советов, создавались соответствующие секции при губернских комитетах РКП(б); чувашские подотделы (секции) действовали также при политотделах штабов и реввоенсоветов Красной Армии. Центральным советским учреждением стал Чувашский отдел при Народном комиссариате по делам национальностей РСФСР во главе с Д. С. Эльменем.

### Чувашская АО—Чувашская АССР
Со 2-й половины 1918 года руководители чувашского национального движения стали склоняться к идее национально-территориальной автономии — созданию чувашской административно-территориальной единицы. Документально зафиксирован проект образования Чувашской трудовой коммуны. Идея организации отдельной национально-территориальной единицы для чувашей реальное воплощение получила в создании Чувашской автономной области с последующим её преобразованием в Чувашскую АССР. Чувашское национальное движение всё больше замыкалось на проблемах национального развития лишь той части чувашского народа, которая населяла его автономию. В 1920-х годах серьёзное внимание поддержке и развитию чувашской диаспоры ещё уделялось. Постановка и обсуждение вопросов национального развития характеризовалась тем, что имелся в виду, как правило, весь народ в целом, а не только население автономии. Об этом свидетельствовали и названия многочисленных в тот период всечувашских, общечувашских, всероссийских чувашских конференций, съездов, собраний. Имелась сеть национальных учебных заведений — в Башкирии, Татарии, Симбирской, Самарской и других губерниях. В Самаре и Казани выпускались чувашские газеты. Для чувашей, населяющих Советский Союз, в Москве выпускалась на чувашском языке газета «Ĕçлекенсен сасси». В Башкирии, Симбирской губернии, Татарской АССР, Саратовской губернии, Казахстане и Сибири были образованы чувашские национальные административно-территориальные единицы. В 1920-х годах действовала сеть чувашских представительств при центральных партийных и советских органах и учреждениях.
Отказ от нэпа, формирование нового общества сопровождались свёртыванием прежних процессов в сфере национальных отношений: превалирующей здесь с начала 1930-х годов стала тенденция к унификации. Была ликвидирована сеть чувашских представительств в Москве, приостановлено издание центральной газеты на чувашском языке «Коммунар».

### Перестройка
Ситуация в сфере национальных отношений в Советском Союзе стремительно изменилась в эпоху перестройки. С конца 1980-х годов вновь возродились идеи чувашского национального движения. Появился координационный центр поддержки творческой молодёжи (КЦТМ) при Чувашском обкоме ВЛКСМ, решение о учреждении которого было принято в апреле 1987 года. В его составе были молодые литераторы, художники, актёры, учёные-гуманитарии, студенты. На площадках КЦТМ шли живые дискуссии о перспективах поэтического слова, о традициях художественно-поэтического авангарда начала XX века, статусе родного языка, о будущем национальной культуры, о праве нации на свободное политическое, экономическое и культурное развитие.
Весной 1988 года группа научных сотрудников ЧНИИ ЯЛИЭ и ЧГУ выступила с инициативой создания Общества И. Я. Яковлева. Для этого были разработаны программа и устав общества как народного общественно-политического движения. Провозглашались моральное и национальное возрождение общества, объединение национально-культурных устремлений всех чувашей независимо от места их проживания, суверенность Чувашской АССР в сфере экономики, политики и культуры, сохранение и развитие народных традиций, придание чувашскому языку статуса государственного, изучение и популяризация наследия И. Я. Яковлева и др. В республиканских СМИ прошла дискуссия, 30 ноября 1988 состоялось широкое собрание с обсуждением программных целей и задач Общества И. Я. Яковлева.
Однако сия инициатива не нашла отклика в стенах Чувашского обкома КПСС — учредительный съезд, намеченный на апрель 1989 года был отменен.
Власть в качестве альтернативы разрешило провести в декабре 1989 года учредительный съезд Чувашского общественно-культурного центра (ЧОКЦ), председатель — М. Н. Юхма. В феврале-марте Совет Министров Чувашской АССР утвердил устав и платформу ЧОКЦ.
В марте 1991 прошёл учредительный съезд партии Чувашского национального возрождения (чув. Чăваш аталану партийĕ, ЧАП), в программе которой стояла задача достижения экономического и политического суверенитета Чувашии. 9 октября 1992 состоялся учредительный съезд Чувашского национального конгресса (ЧНК), основной задачей его была реализация государственного суверенитета в полном объёме. Председателем ЧНК был избран А. П. Хузангай.
С конца 1980-х годов возникали национально-культурные объединения (НКО) чувашей в различных регионах России, прежде всего в Урало-Поволжье (Республики Башкортостан и Татарстан, Ульяновская и Самарская области), где вне территории Чувашии проживает компактно наиболее крупная масса чувашского народа. Разные формы НКО создавались в Москве и Санкт-Петербурге, в странах СНГ (Казахстан, Молдова, Украина) и Балтии (Латвия, Эстония).
После принятия Закона РФ «О национально-культурной автономии» (1996) начали формироваться чувашские национально-культурные автономии (НКА). К 2011 году в Российской Федерации насчитывается 85 чувашских НКО, в том числе 25 НКА. В 2001 году утверждена Федеральная национально-культурная автономия чувашей России в качестве экстерриториального общественно-государственного образования.